# Глівіштья
Глівіштья (словац. Hlivištia, укр. — Хлівища) — село в Словаччині у районі Собранці Кошицького краю. Село розташоване на висоті 262 м над рівнем моря. Населення — 385 чол. Вперше згадується в 1413 році. В селі є бібліотека, розташоване на схилі гори, нижня точка села та вища різняться у висоті над рівнем моря на 220 метрів.

## Історія
1418 згадується як осада села Ясенов. 1449 село згадується як Hlevischa, 1715 року в селі нараховувалося 7 господарств. 1773 року в паперових джерелах фігурує під назвою Hlivisce. 1828 року в селі нараховувалося 37 будинків з 371 мешканцем. 1920 року називалося Hlivište, від 1927-го — Hlivištia. Угорською мовою звалося Hliviscse, Hegygombás.

## Населення
| Рік:            | 1994. | 2004.    | 2014.   | 2024.   |
| --------------- | ----- | -------- | ------- | ------- |
| Кількість осіб: | 432   | 376      | 385     | 355     |
| Різниця:        |       | -12,96 % | +2,39 % | -7,79 % |

| Рік:            | 2023. | 2024.   |
| --------------- | ----- | ------- |
| Кількість осіб: | 358   | 355     |
| Різниця:        |       | -0,83 % |

## Пам'ятки
У селі є греко-католицька церква святого великомученика Юрія з 1899 року в стилі необароко, з 1988 року національна культурна пам'ятка.

## Уродженці
- Йоаникій Базилович (1742—1821) — священик-василіянин, ігумен Мукачівського монастиря, український церковний історик, один із перших істориків Закарпатської України.

## Географія
Протікають річка Глінік і Жяровниця.